# گمینا شچورووا
گمینا شچورووا (به لهستانی:  Gmina Szczurowa) یک گمینا در لهستان است که در شهرستان بژسکو واقع شده‌است. گمینا شچورووا ۱۳۴٫۶۴ کیلومتر مربع مساحت و ۹٬۸۴۶ نفر جمعیت دارد.